# Dariusz Kędra
Dariusz Jacek Kędra (ur. 11 września 1963 we Wrocławiu) – polski działacz opozycji w PRL.

## Kariera
Dariusz Kędra w 1981 ukończył Technikum Hutnicze we Wrocławiu. Jako student zajął II miejsce w szermierce na Spartakiadzie Młodzieży w Częstochowie w 1980.
Od 1981 do 1983 roku pracował w Odlewni Centrum Naukowo-Produkcyjnego Automatyki Energetycznej we Wrocławiu, a w latach 1983-1985 we wrocławskim przedsiębiorstwie Tramsmlecz. Pomiędzy 1985 a 1988 rokiem był również pracownikiem wrocławskiego PKP. Od 1988 do 1993 był pracownikiem wrocławskich Zakładów Piwowarskich.
Od 1993 prowadzi własną działalność gospodarczą.

## Działania opozycyjne
Od września 1980 był kolporterem wydawnictw niezależnych. W 1981 roku został członkiem Związku Młodzieży Demokratycznej i zespołu redakcyjnego niezależnego czasopisma ZMD „Młody Demokrata”. W tym samym roku został także członkiem Klubu Samorządnej Rzeczpospolitej Wolność-Sprawiedliwość-Niepodległość. Od czerwca 1981 działał w Solidarności.
Po 13 grudnia 1981 roku malował napisy na murach, drukował i rozklejał plakaty i ulotki. W 1982 współorganizował (wraz ze Zbigniewem Jagiełłą) Młodzieżowego Ruchu Oporu Solidarność, w którym był członkiem Rady do 1988. Był również współorganizatorem sieci kolportażu prasy niezależnej, a jesienią 1982 roku podziemnej drukarni. Pełnił funkcję redaktora i wydawcy czasopisma „Wolna Polska”. 8 marca 1983 był jednym z głównych organizatorów demonstracji we Wrocławiu, po czym został zatrzymywany przez ZOMO do 1984 roku. W 1985 członek zespołu redakcyjnego, organizator druku niezależnego czasopisma „Solidarność Młodzieży”. W 1986 po rewizji w mieszkaniu zatrzymany i przesłuchany. Od 1986 (wraz z całą strukturą MROS) został członkiem Solidarności Walczącej.
Od 1989 jest członkiem Rady Oddziału Solidarności Walczącej Dolny Śląsk oraz redakcji czasopisma „Solidarność Dolnośląska”.